# Слепцово (Московская область)
Слепцово — деревня в Зарайском районе Московской области, в составе муниципального образования сельское поселение Гололобовское (до 28 февраля 2005 года входила в состав Ерновского сельского округа).

## География
Слепцово расположено в 10 км на северо-восток от Зарайска, на безымянном ручье, правом притоке реки Ренда (приток реки Меча, высота центра деревни над уровнем моря — 168 м, деревня связана автобусным сообщением с райцентром и соседними населёнными пунктами .

## Население
| 2002 | 2006 | 2010 |
| ---- | ---- | ---- |
| 18   | ↘15  | ↘7   |

## История
Слепцово впервые в исторических документах упоминается в 1790 году, как сельцо, в котором числилось 8 дворов и 81 житель, 5 прудов, три дома господских и регулярный сад, в 1858 году — 22 двора и 85 жителей, в 1884 году — 152 человека, в 1906 году — 24 двора и 204 жителя. В 1929 году был образован колхоз «Красный пахарь», с 1950 года в составе колхоза им. Хрущева, с 1961 года — в составе совхоза им. Калинина.